# Västra Bäckelbergstjärnen
Västra Bäckelbergstjärnen är en sjö i Hagfors kommun i Värmland och ingår i Göta älvs huvudavrinningsområde.